# Vụ tấn công của con gấu Sankebetsu

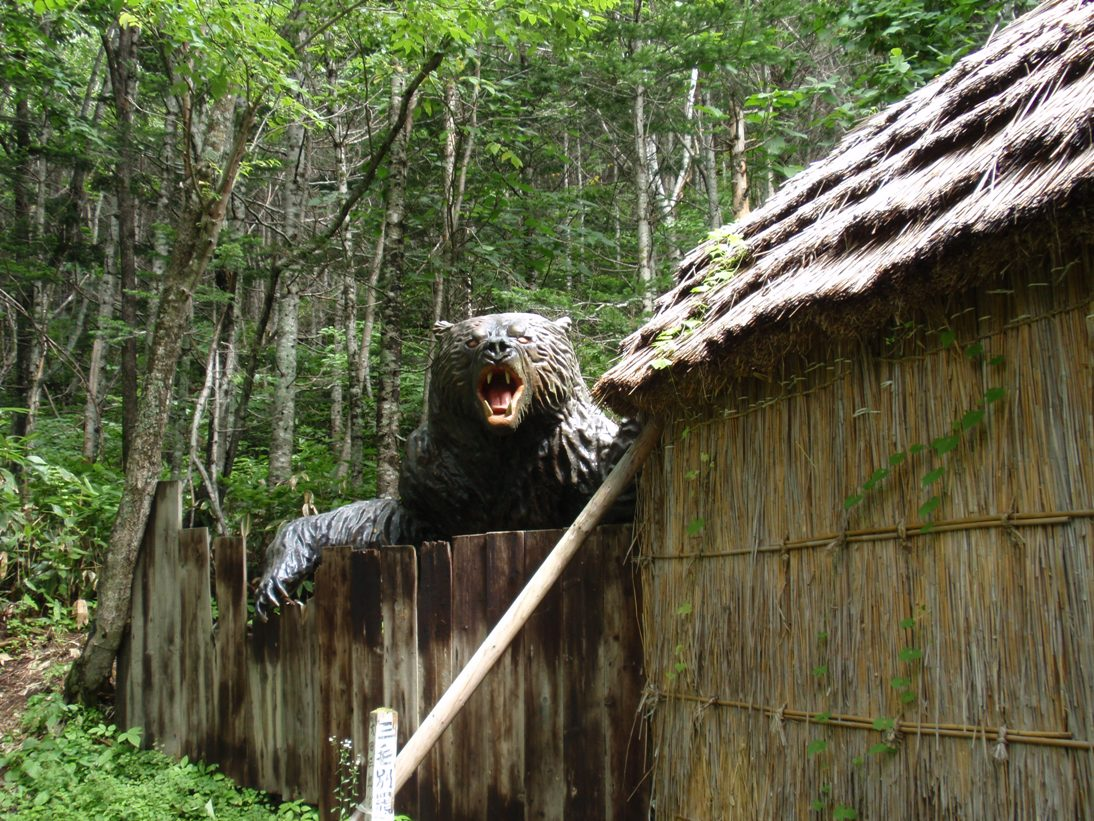
Phục dựng cảnh gấu quỷ Sankebetsu tấn công ngôi làng

Vụ tấn công của con gấu Sankebetsu hay còn gọi là vụ việc gấu Sankebetsu tấn công (tiếng Nhật: 三毛別羆事件/Sankebetsu higuma jiken) hay còn được biết đến với tên gọi như gấu Rokusensawa tấn công (六線沢熊害事件/Rokusensawa yūgai jiken) hay vụ tấn công của con gấu Tomamae (苫前羆事件/Tomamae higuma jiken) là một vụ gấu tấn công đẫm máu trong lịch sử Nhật Bản, xảy ra ở ngôi làng Rokusensawa, Sankebetsu ở Nhật Bản với tổng cộng 07 nạn nhân đã thiệt mạng trong vụ tấn công và ăn thịt người của một con gấu nâu nặng tới 340 kg, cao 2,7m gây kinh hoàng ở Nhật, nỗi kinh hoàng của người dân Nhật Bản này diễn ra vào năm 1915. Con gấu đã giết tổng cộng 7 người trong vụ tấn công năm 1915 và con gấu Sankebetsu là quái thú giết và ăn thịt nhiều người ở Nhật Bản. Ngày 9 tháng 12 trở thành ngày kinh hoàng bậc nhất trong lịch sử Nhật Bản liên quan đến sự kiện loài thú hoang dã tấn công con người.
Con Gấu quỷ Kesagake ở làng Sankebetsu, Hokkaido (Nhật Bản) vào năm 1915 thường tới làng Sankebetsu để ăn trộm ngô, gây nhiều phiền toái nên từng bị người dân bắn thương. Kesagake xuất hiện trở lại để trả thù. Nó xông vào ngôi nhà của vợ chồng nông dân Ota trong lúc chỉ có người vợ và đứa con nhỏ ở nhà và tàn sát gia đình. 30 người đàn ông vào rừng săn tìm Kesagake và bắn trọng thương nó nhưng sau đó, nó tấn công vào ngôi nhà của nông dân Miyoke. Tất cả mọi người trong gia đình đều bị phanh thây, bao gồm hai trẻ em và một phụ nữ mang thai. Chỉ trong 2 ngày, 6 mạng người đã bị Kesagake giết và một số người trong đoàn săn gấu đã bị con ác thú đẩy xuống sông làm cho chết đuối, một số khác chịu những vết thương nặng và cũng lìa đời sau đó ít ngày.